# Passaggio a livello
Un passaggio a livello, spesso abbreviato in PL, è l'intersezione tra una ferrovia ed una strada che si trovano alla stessa quota, costruita in modo tale da consentire alternativamente il passaggio di veicoli sulla strada e di treni sulla ferrovia.
In alternativa al passaggio a livello è possibile realizzare cavalcavia o sottopassi, che consentono il passaggio contemporaneo di treni e veicoli.

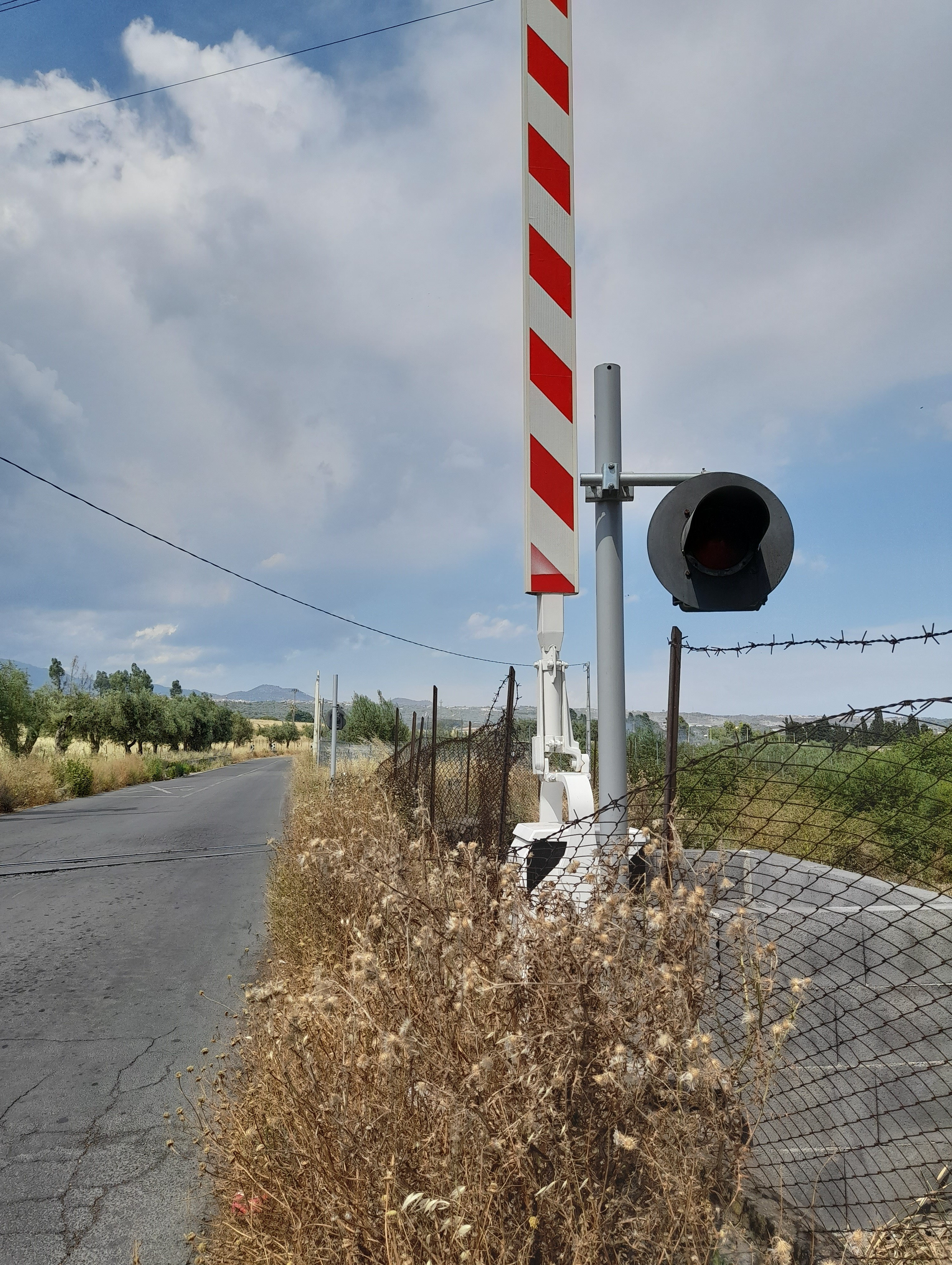
La segnaletica luminosa e la barriera di un passaggio a livello automatico della Ferrovia Circumetnea.

## Tipi di passaggi a livello

Segnale italiano di pericolo indicante un passaggio a livello senza barriere.

Segnaletica luminosa posta ad un passaggio a livello senza barriere.

### Incustoditi
Nessuna barriera viene temporaneamente posta attraverso la sede stradale prima e durante il transito del treno. I passaggi a livello incustoditi sono in genere segnalati da appositi segnali stradali che, da entrambi i lati della ferrovia, avvertono l'utente della strada del tipo di passaggio a livello che si sta per incontrare e a che distanza esso si trova. Tipicamente i segnali sono: segnaletica verticale di pericolo indicante il passaggio a livello senza barriere, pannelli distanziometrici con 3, 2 e 1 striscia rossa posti rispettivamente a 150, 100 e 50 metri prima del passaggio a livello (sul primo dei quali, posto alla distanza di 150 metri, si trova il segnale verticale di pericolo) e, in corrispondenza del passaggio a livello, croce di sant'Andrea (orientata indifferentemente in verticale o in orizzontale) singola o doppia a seconda che la ferrovia da attraversare sia rispettivamente a binario singolo o a più di un binario, due luci rosse affiancate che si accendono e spengono alternativamente e una campana; da notare che in alcuni casi (soprattutto all'estero) i segnali acustici e luminosi quali luci e campane non sono presenti e sotto la croce di S.Andrea è presente solamente il segnale "STOP". L'azionamento di questi ultimi segnali avviene automaticamente all'approssimarsi del treno, per mezzo di appositi apparati, e continua per qualche secondo dopo che il treno stesso è transitato e ha liberato la sede stradale. È necessario prestare particolare attenzione, perché luci e campana possono continuare a funzionare anche dopo il passaggio di un treno, in quanto azionati dall'approssimarsi di un altro treno.

### Custoditi

Segnale italiano di pericolo, indicante un passaggio a livello con barriere.

Prima del sopraggiungere di un treno e mentre esso transita nell'intersezione con la sede stradale, attraverso la sede stradale viene fisicamente posizionata una barriera meccanica. I passaggi a livello custoditi sono segnalati con segnaletica stradale diversa dalla precedente (i tre pannelli distanziometrici sono presenti alle medesime distanze, mentre il segnale di pericolo che si trova sul primo pannello è differente) e dalle luci e campana precedentemente descritte (anche se in questo caso la luce rossa è una sola); in passato le campane dei passaggi a livello custoditi integravano un meccanismo con tre palette che iniziavano a ruotare quando la campana entrava in funzione. Salvo particolari procedure da usare in casi eccezionali, le barriere si aprono quando il treno, dopo aver completamente oltrepassato il passaggio a livello, fa scattare appositi apparati. In genere si distinguono i passaggi a livello custoditi fra:

#### Ad azionamento manuale

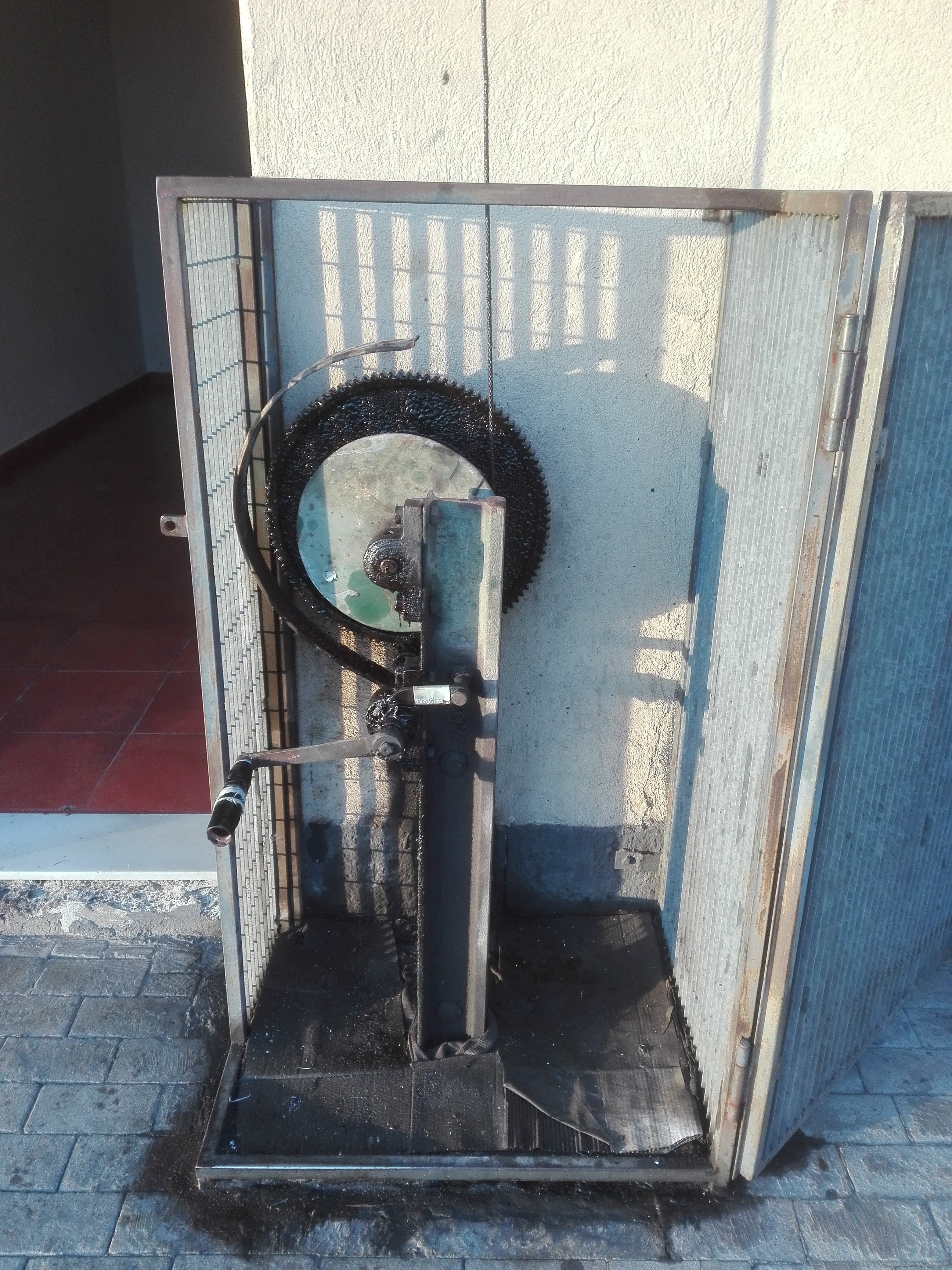
Un organo a cremagliera per l'azionamento manuale di un passaggio a livello.

L'abbassamento delle barriere è imposto da un comando fornito da un operatore. L'abbassamento può avvenire azionando un argano a manovella, con uno spostamento di leve e contrappesi oppure, più comunemente, con l'azionamento di un motore elettrico tramite comando a distanza. L'abbassamento delle barriere in genere avviene poco prima che il treno parta dalla stazione più vicina secondo il suo percorso e la loro chiusura è condizione indispensabile per l'apertura del segnale di partenza (il segnale di partenza della stazione inizia a indicare via libera solo nel momento in cui il passaggio a livello viene correttamente chiuso), che permette l'inoltro del treno nella tratta con il passaggio a livello. L'intervento dell'uomo su questi passaggi a livello è sempre e comunque indispensabile.

#### Ad azionamento automatico

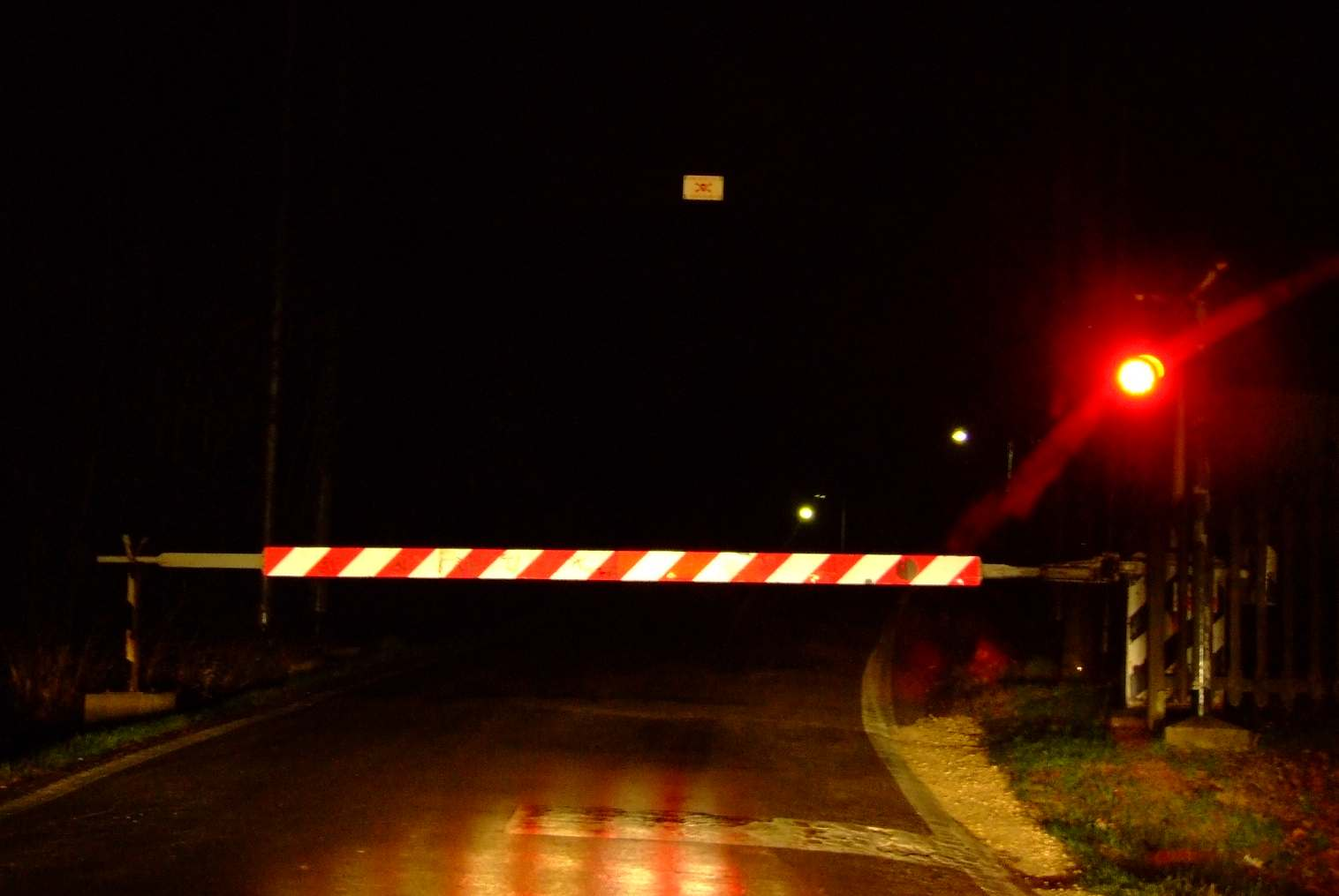
Un passaggio a livello italiano con barriere.

L'abbassamento delle barriere è regolato da alcuni sensori posizionati in corrispondenza dell'infrastruttura ferroviaria e che vengono attivati dal transito del treno stesso, posti lungo la linea alcuni chilometri prima del passaggio a livello. Altri sistemi analoghi, posti oltre il passaggio a livello, regolano la riapertura delle barriere. Questo sistema di chiusura favorisce il traffico stradale, chiudendo le barriere solo per il tempo strettamente necessario. L'avvenuta chiusura delle barriere viene segnalata al treno per mezzo di appositi segnali luminosi posti sulla linea a conveniente distanza dall'incrocio, preceduti da pannelli distanziometrici e da una serie di segnali luminosi tra i quali uno, importantissimo, è quello posto alla distanza di frenatura. Quest'ultimo segnale solitamente è una tabella di forma triangolare e ha cinque luci poste in modo che, accendendosi solo in parte, possano formare o un segnale di via libera oppure un segnale di arresto a seconda che il passaggio a livello si sia chiuso correttamente o meno. Nelle ferrovie concesse questa tabella non ha luci ma ha semplicemente una scritta nera indicante PL su sfondo giallo. Da tale tabella deve essere visibile un segnale luminoso lampeggiante posto nelle immediate vicinanze del passaggio a livello, la cui accensione indica il corretto funzionamento dell'impianto.
A volte, per questo tipo di passaggio a livello, su strade a doppio senso di circolazione, si usano delle semibarriere, che si pongono attraverso il solo lato di marcia per fermare il traffico stradale, mentre l'altro lato del passaggio a livello rimane libero, per permettere l'uscita di eventuali mezzi stradali in pericolo perché rimasti bloccati in mezzo nell'incauto tentativo di attraversare il passaggio a livello mentre si stava chiudendo. Per evitare assolutamente il transito sfruttando i varchi lasciati dalle semibarriere, in casi come questi il Codice della strada impone che sia installato, a cura e spese dell'Esercente della strada, uno spartitraffico centrale invalicabile. Dal 2023 il transito dei treni presso questo tipo di passaggio a livello può avvenire ad una velocità massima di 60 km/h, per mitigare eventuali impatti con veicoli e persone che tentassero incautamente di attraversare la ferrovia approfittando del varco. Secondo le norme del Codice della Strada l'inizio dell'abbassamento delle sbarre non deve avvenire prima che siano trascorsi un minimo di 5 secondi di preavviso mediante l'attivazione delle segnalazioni luminose e acustiche, mentre dal momento dell'inizio delle segnalazioni al momento dell'arrivo del convoglio ferroviario (approccio al passaggio a livello) non devono trascorrere meno di 30 secondi.
Solo per questo tipo di impianto (con semibarriere) la penultima norma di riferimento (UNIFER 11117) imponeva che, in caso di mancanza di alimentazione elettrica o altri guasti, le sbarre si chiudessero per gravità.
L'ovvio principio sotteso è che è più sicuro un passaggio a livello chiuso senza traffico ferroviario piuttosto che un passaggio a livello aperto che consenta il transito simultaneo di autoveicoli e treni, con potenziali conseguenze gravissime. Questo, per passaggi a livello senza posto di controllo centralizzato, non ha invece trovato accoglimento nell'ultima norma emessa, in quanto si riscontrava che, per l'acuirsi della mancanza di personale nelle aziende esercenti e per l'aumento di automobili in circolazione, un guasto alle semibarriere con abbassamento in "sicurezza" poteva determinare gigantesche e immotivate code di auto nei pressi degli stessi passaggi a livello.
Negli impianti a barriere complete, ossia quelli in cui la carreggiata viene completamente sbarrata da entrambi i lati, quando la geometria della strada lo permette, la Norma prevede la realizzazione delle cosiddette zone di ricovero a lato dei binari, ottenute distanziando opportunamente le sbarre in modo che un eventuale veicolo rimasto intrappolato tra le sbarre possa ricoverarsi, cioè spostandosi di lato e scendendo dai binari in modo da non interferire con la sagoma del treno in transito.
Esistono al giorno d'oggi 4 tipologie di casse per i passaggi a livello, ormai tutti azionati automaticamente:
- FS 64: la cassa ha il perno all' estremità del box. È presente una campana con una girante che si aziona durante la chiusura del passaggio a livello. Sono casse meccaniche. Oggi di queste casse ne sono rimaste poche, soppiantate dalle TD 96/2 e TM 2000, e le poche rimaste sono quasi tutte sprovviste della girante, avendo quindi l'attacco circolare visibile che, in caso di chiusura, se funzionante si muove.
- FS 88: sono identiche e funzionano allo stesso modo delle FS64 con la differenza che non hanno l'attacco per la girante, ma solo la campana; anch'esse sono casse meccaniche. Come per le FS64, oggi di queste casse ne sono rimaste poche, soppiantate principalmente dalle TD 96/2 e TM 2000.
- TD 96/2: la cassa ha il perno più grande delle precedenti e posto in alto al centro del box, con 4 perni agli angoli. Non è presente nessuna campana fuori dalla cassa e l'avviso sonoro è generato da un dispositivo interno. Sono casse a movimento elettronico. Sono attualmente le più diffuse in tutta Italia presso tutti i gestori privati e pubblici di ferrovie.
- TM 2000: la cassa ha il perno leggermente più piccolo della TD 96/" e posto all' estremità del box, con una X fatta da viti. L'avvisatore sonoro è anche in questo caso interno alla cassa. Sono casse a movimento oleodinamico. Insieme alle TD 96/2 sono attualmente le più diffuse in tutta Italia presso tutti i gestori privati e pubblici di ferrovie.

### Altre tipologie
In alcune ferrovie concesse sono stati sperimentati anche dei dispositivi a raggi infrarossi che consentono, se un automezzo resta bloccato in mezzo alle sbarre, di rilevarlo e inviare una tempestiva segnalazione al macchinista mediante lo spegnimento di un segnale di controllo di linea. Con questo dispositivo il macchinista può fermare il treno prima di sopraggiungere al passaggio a livello in modo da evitare l'impatto.
Vi sono alcuni accorgimenti, consentiti dalle norme, che permettono di ridurre il disturbo dato dalla segnalazione acustica, come, ad esempio, installare un ripetitore delle segnalazioni luminose anche sul lato opposto rispetto a ciascun senso di marcia stradale, oppure rendendo visibili anche posteriormente le stesse luci. In questo modo il segnalatore acustico può essere messo in sordina. La norma è comunque alquanto imprecisa rispetto alla riduzione del livello di emissione acustica applicabile e ciò, dal punto di vista giuridico, può generare incertezze in caso di incidenti.

## Galleria d'immagini

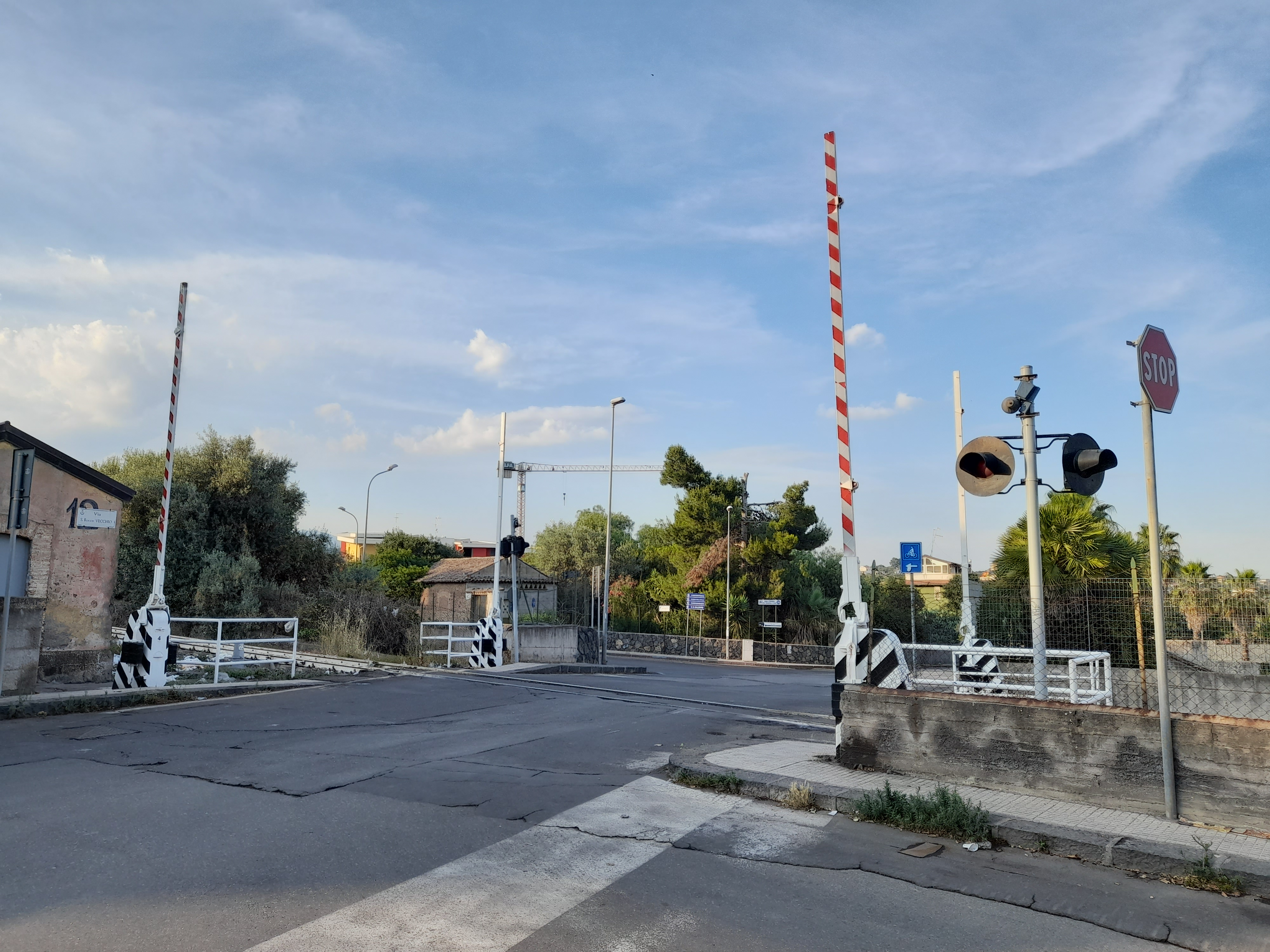
Un passaggio a livello automatico di tipo italiano, munito di barriere, segnale acustico e segnaletica luminosa.
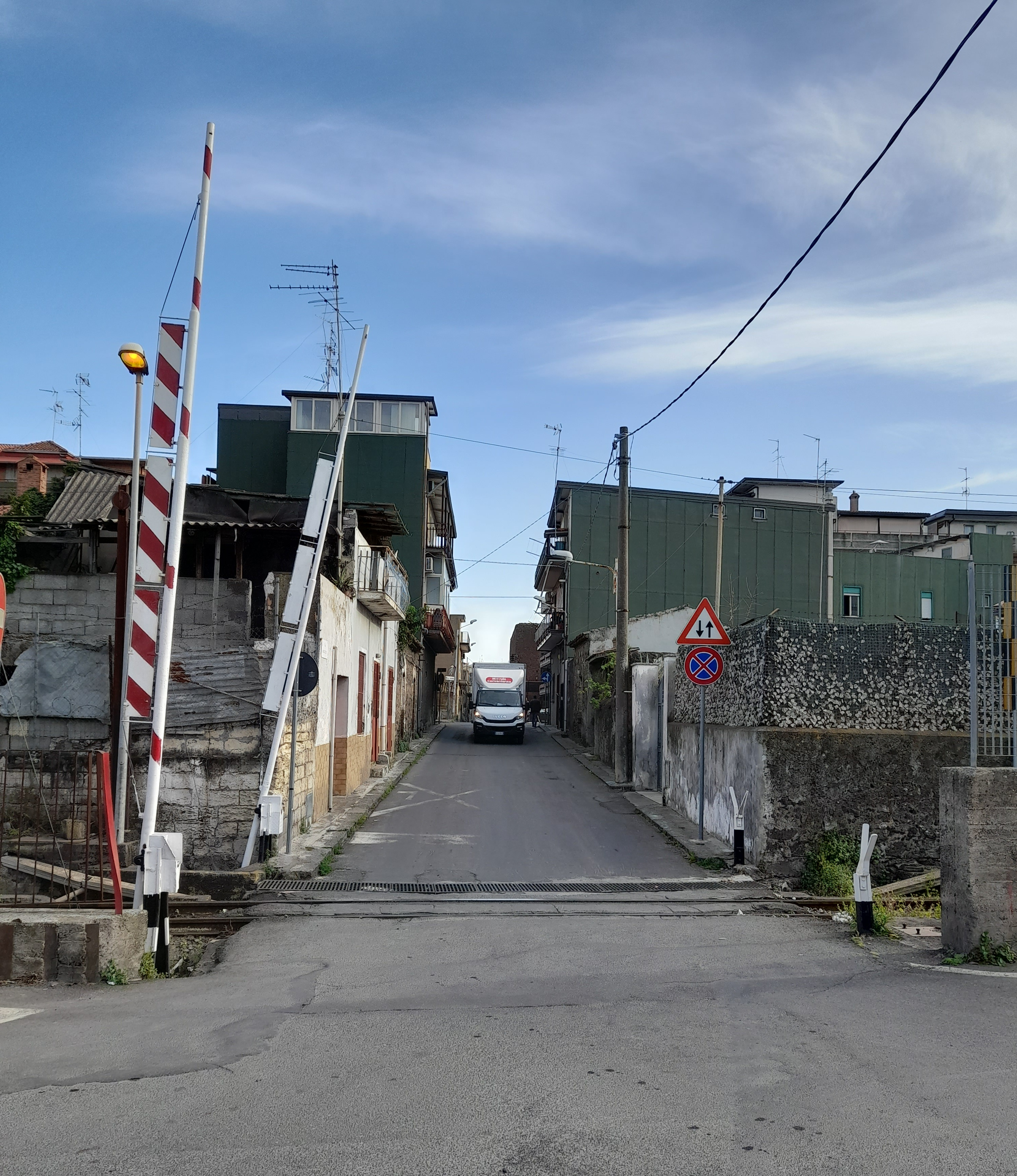
Un passaggio a livello azionato manualmente, con l'organo a cremagliera.
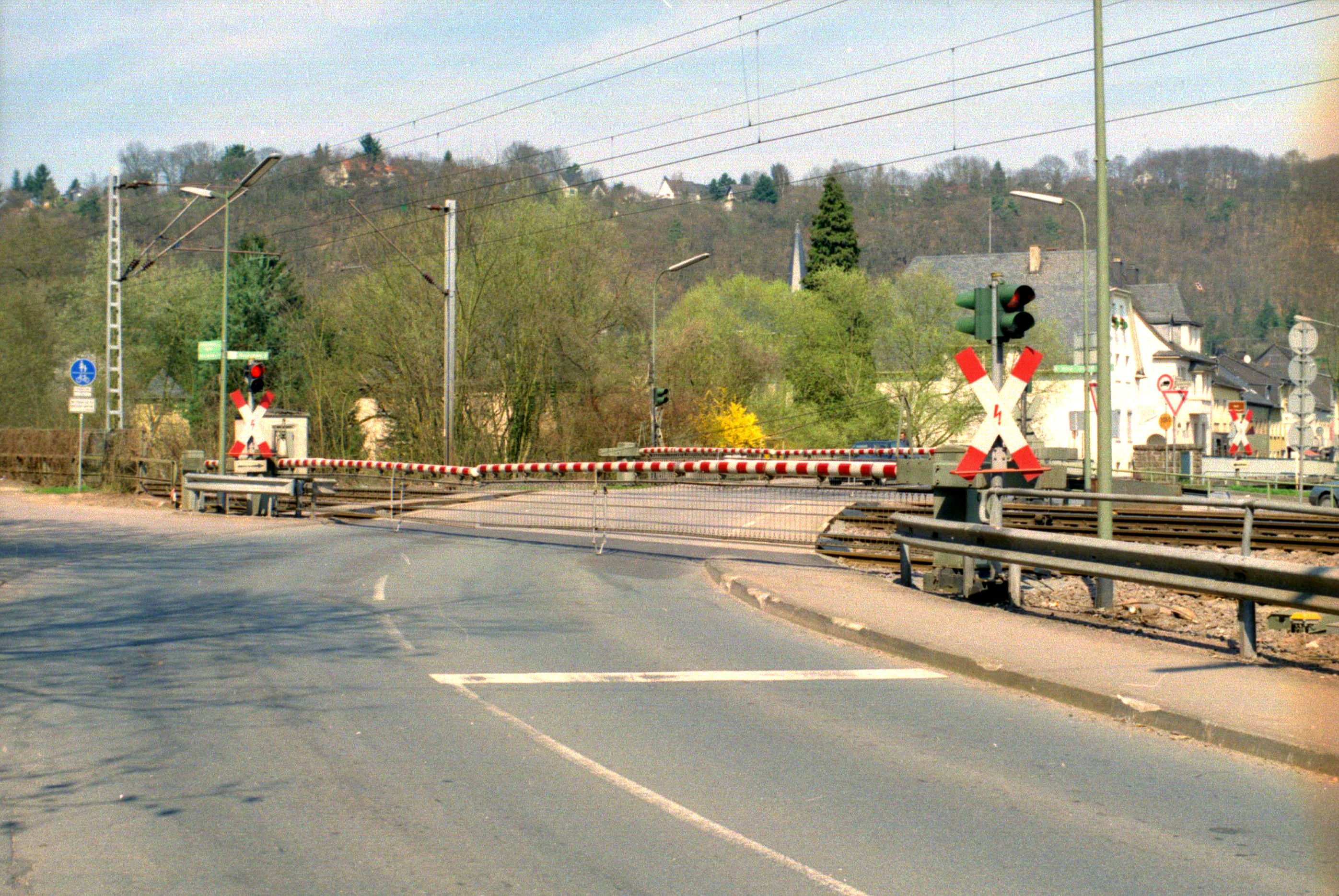
Un passaggio a livello tedesco.
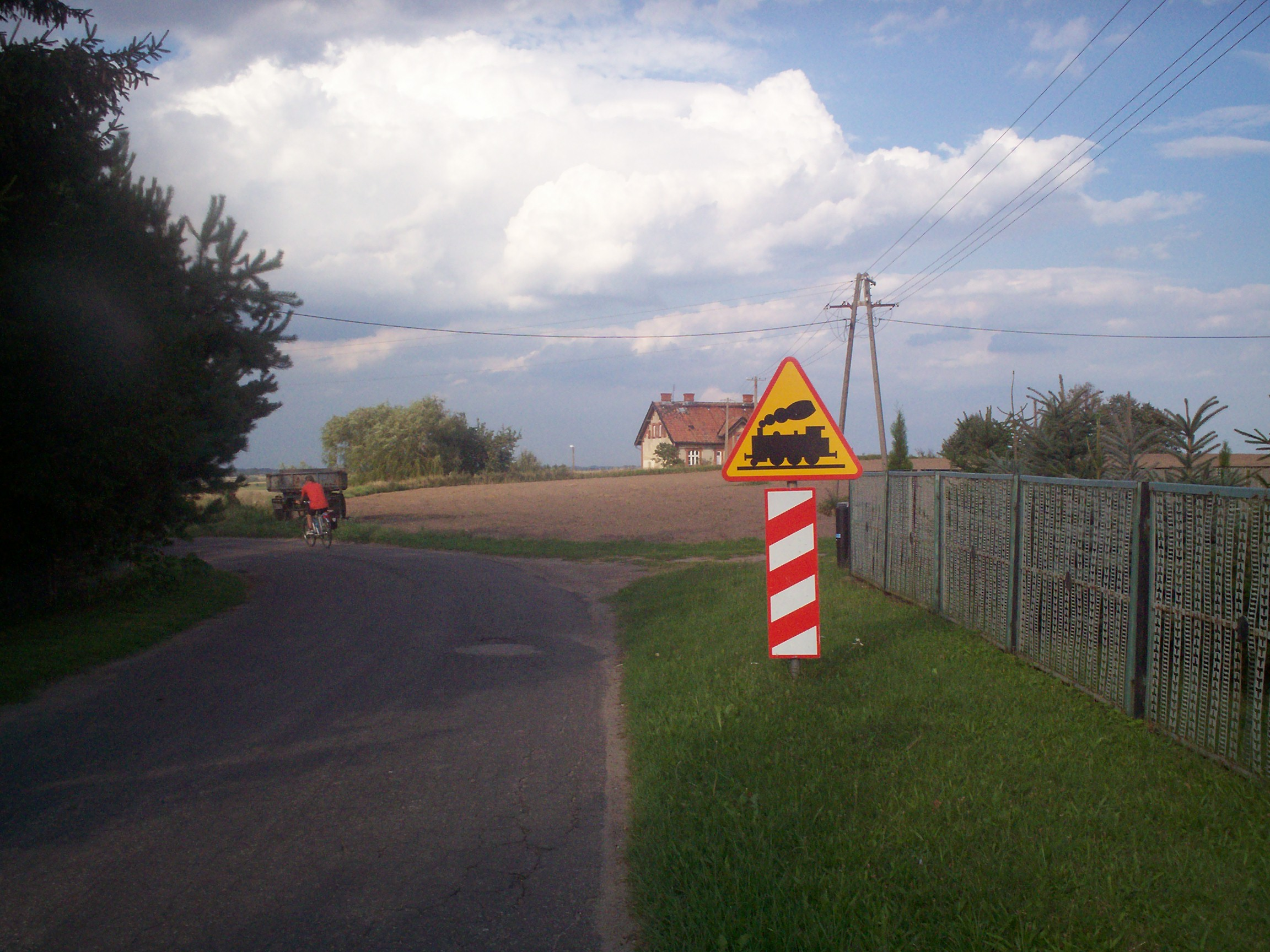
Segnale di passaggio a livello senza barriere in Polonia.
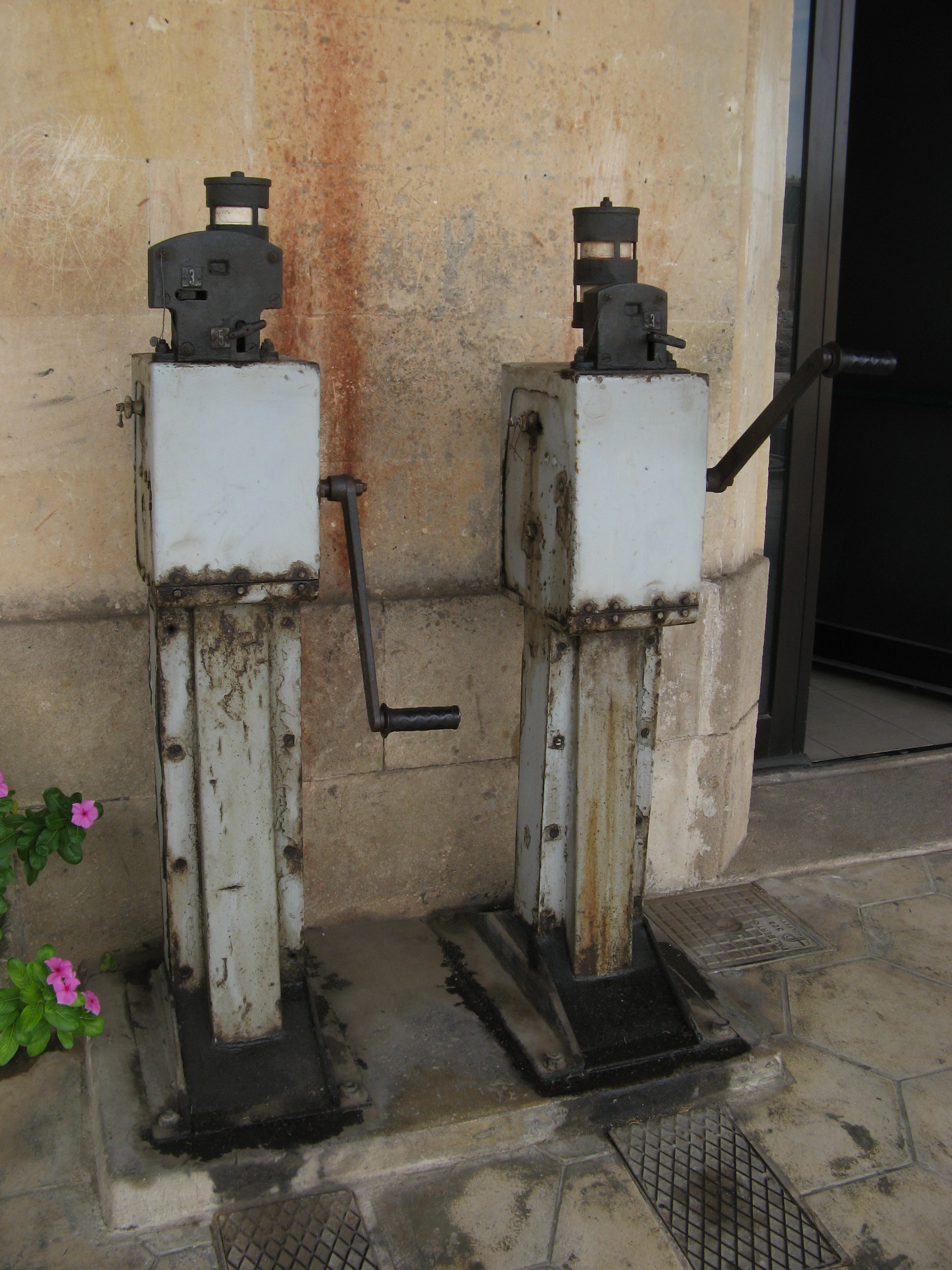
Leve per comando manuale della chiusura sbarre.